# COL7A1
سلسلة كولاجين ألفا-1(VII) (COL7A1) هي بروتين موجود في الإنسان مشفر بالمورثة COL7A1.

## الأهمية السريرية
انحلال البشرة الفقاعي الحثلي هو مرض وراثي قد يحدث بسبب طفرة وراثية سائدة (انحلال البشرة الفقاعي الحثلي السائد) أو متنحية (انحلال البشرة الفقاعي الحثلي المتنحي) في المورثة.
أما في انحلال الجلد الفقاعي المكتسب فهنالك تفاعل مناهي ذاتي في هذا النوع من الكولاجين.